# Liste der Monuments historiques in Charmeil
Die Liste der Monuments historiques in Charmeil führt die Monuments historiques in der französischen Gemeinde Charmeil auf.

## Liste der Objekte
| Bezeichnung                                                                                                | Beschreibung           | Standort                       | Kennzeichnung | Schutzstatus | Datum | Bild |
| --- | ---------------------- | ------------------------------ | ------------- | ------------ | ----- | ---- |
| Gedenktafel mit dem Wappen von Claude-Gabriel Douet de Vichy, Herr von Charmeil (Foto in der Base Palissy) | Marmor, 1787           | in der Kirche St-Pierre (Lage) | PM03000070    | Classé       | 1973  |      |
| Bas-relief: Apostel Petrus (Foto in der Base Palissy)                                                      | Stein, 11. Jahrhundert | in der Kirche St-Pierre (Lage) | PM03000071    | Classé       | 1973  |      |